# 니우아 제도

니우아 제도(Niua Islands)는 통가의 제도로 중심 도시는 히히포이며 면적은 72.69km2, 인구는 2,018명(1996년 기준)이다. 니우아포오우섬(Niuafoʻou)과 니우아토푸타푸섬(Niuatoputapu), 타파히섬(Tafahi) 3개 섬으로 나뉜다.